# Pasquale Pasquini
Pasquale Pasquini (Pisa, 19 novembre 1901 – Roma, 28 gennaio 1977) è stato un biologo e zoologo italiano.

## Biografia
Figlio di un professore di liceo, nel 1921 si laureò in scienze naturali all'Università La Sapienza di Roma, e successivamente fu assistente all'Università di Perugia (dove si avvicinò allo studio dell'idrobiologia) e a quella di Bologna.
Nel 1926 vinse una borsa di studio della Rockfeller Foundation, che gli permise di frequentare l'Osborn Zoological Laboratory di Yale guidato da Ross Granville Harrison, dove avrebbe fatto ritorno nel 1930 e nel 1952. Rientrato in Italia, ottenne la libera docenza in zoologia, e nel 1932 fu chiamato a dirigere l'istituto di biologia generale dell'Università di Perugia. Fu in seguito professore di zoologia e anatomia comparata all'Università di Padova (1934-1937), professore di anatomia comparata all'Università di Bologna (1937-1956) e professore di zoologia alla Sapienza di Roma (1956-1977), dove inoltre diresse l'Istituto Zoologico dell'università.
Fu autore di numerosi studi e ricerche su autorevoli riviste internazionali. Con il suo manuale Zoologia, scritto nel 1924 insieme a Silvio Ranzi, introdusse in Italia la teoria cromosomica della ereditarietà di Thomas Hunt Morgan.
Nel 1971 fu insignito del premio Feltrinelli per le scienze biologiche, e lo stesso anno fu nominato socio nazionale dell'Accademia Nazionale dei Lincei. Fu inoltre membro del Consiglio superiore della pubblica istruzione, membro dell'Accademia dei XL,membro corrispondente della Société Philomatique di Parigi e presidente dell'Unione zoologica italiana (UZI) e dell'Istituto Nazionale di Entomologia.